# Baccharis pedunculata
Baccharis pedunculata là một loài thực vật có hoa trong họ Cúc. Loài này được (Mill.) Cabrera mô tả khoa học đầu tiên năm 1959.